# Gustaf Jespersson Cruus af Edeby
Gustaf Jespersson Cruus af Edeby, född 1621 på Edeby, död 15 december 1665, var en svensk militär och landshövding i Kalmar län 1664–1665. Han var son till Jesper Andersson Cruus af Edeby och Ingeborg Ryning.
Gustaf Cruus var ägare till Edeby, Aggarö och Sollentunaholm. Han blev student vid Uppsala universitet 1631, överstelöjtnant vid Kalmar regemente 1654, överste och regementschef över samma regemente och utmärkte sig därunder i Karl X Gustavs polska krig särskilt vid övergången av San. 1662 blev han överste för Upplands regemente och 12 november 1664 landshövding över Kalmar län och Öland.
Han lät skänka en ljuskrona och en silverskål om ungefär 1,5 kilos vikt till Helgarö kyrka.

## Barn
- Jesper Cruus af Edeby (1664–1702), kapten